# カールスジュニア

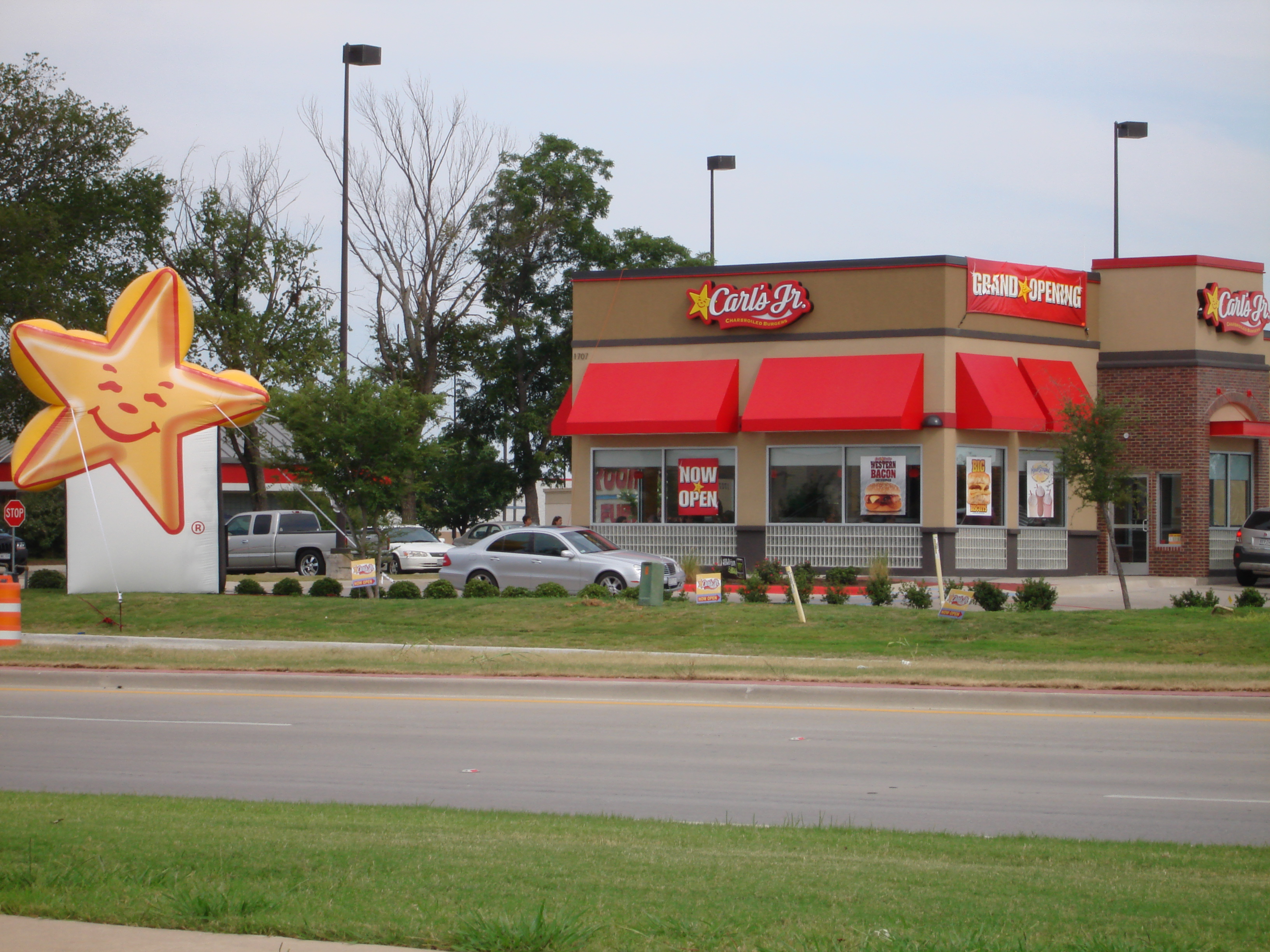
カールスジュニア店舗外観（テキサス州）

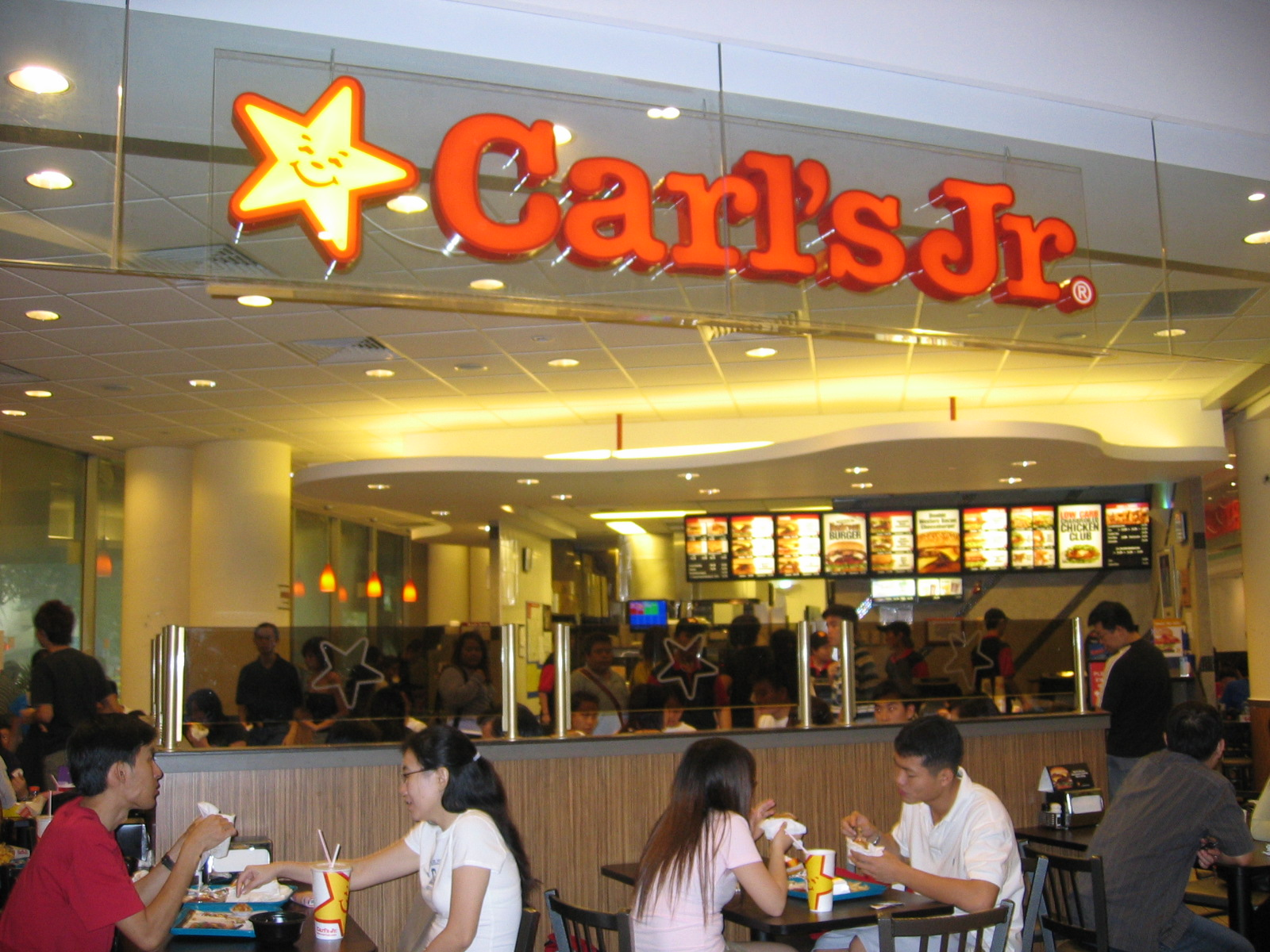
カールスジュニア店内（シンガポール）

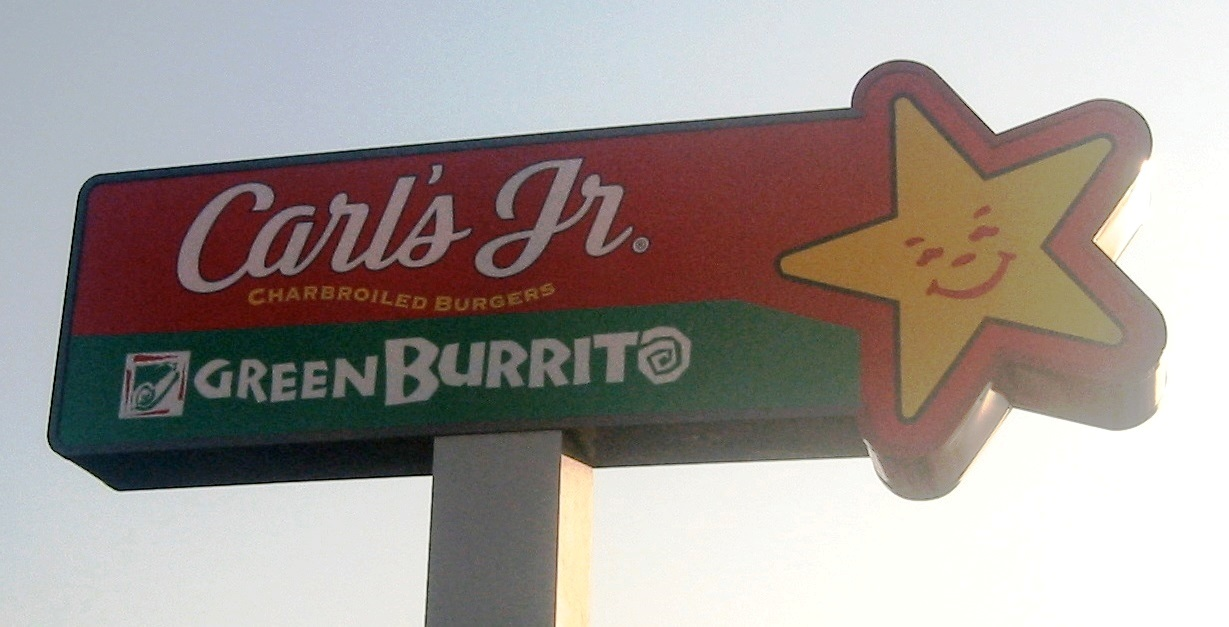
カールスジュニア看板（グレンデール (カリフォルニア州)）

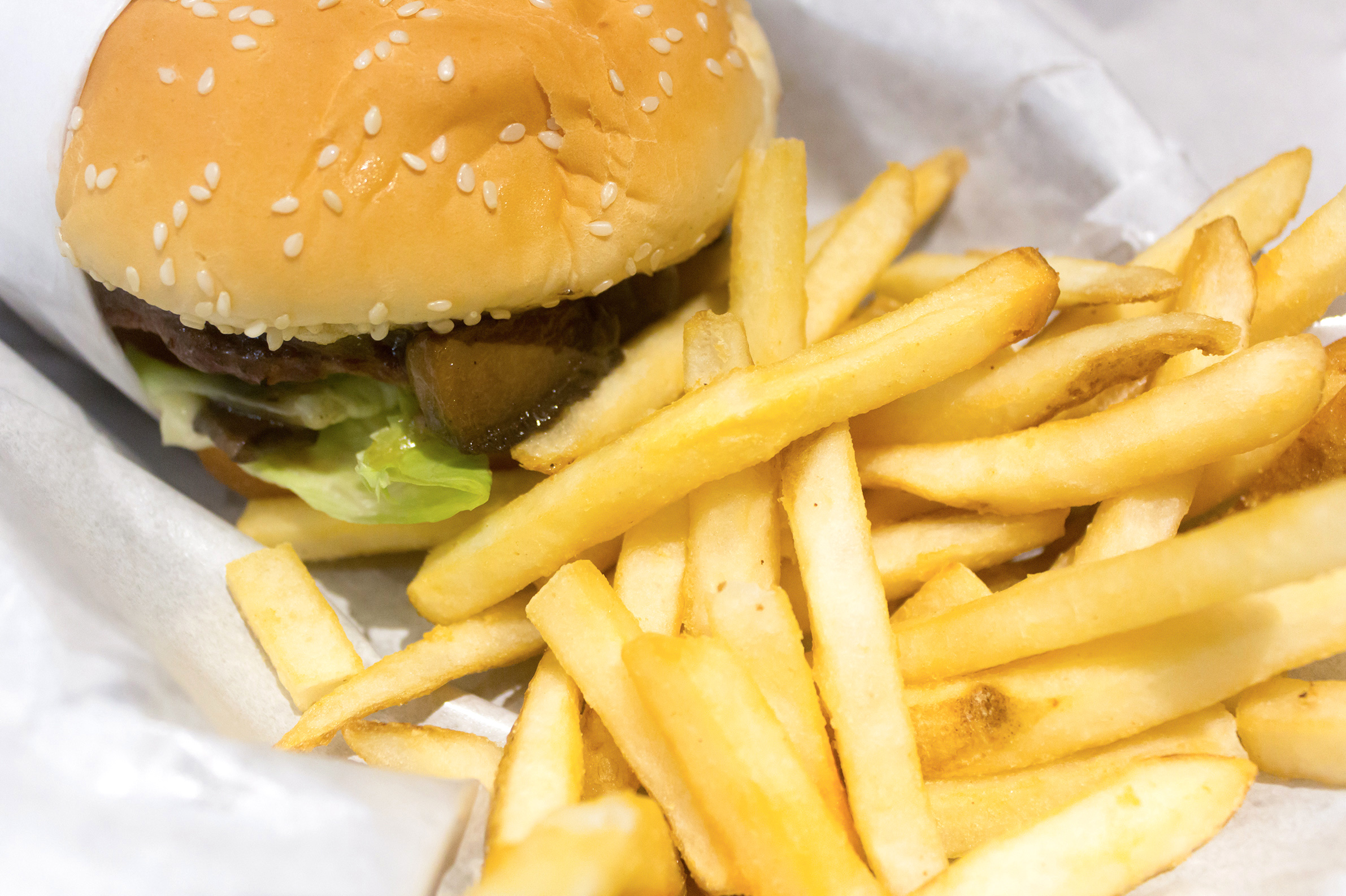
商品

カールスジュニア（Carl's Jr.）は、アメリカ合衆国のファーストフードチェーン。2014年に日本に再上陸した際には掲記のように「カールスジュニア」表記であるが、文献によっては「カールス・ジュニア」、「カールズ・ジュニア」、「カールズジュニア」表記もある。
会社のスローガンは、"Eat like you mean it"。

## 概要
1941年にカール・カーチャーと妻マーガレット・カーチャーは所有していた自家用車を担保に311ドルを借り入れ、ロサンゼルスでホットドッグの販売カートの営業を始めた。1945年にはカルフォルニア州アナハイムで「カールス・ドライブインバーベキュー」というレストランの経営を始める。1946年には「カールス・ドライブインバーベキュー」でもハンバーグを販売するようになった。マクドナルドの成功に刺激を受けたカール・カーチャーは1956年にアナハイムに小規模なハンバーガー店「カールスジュニア」をオープンする。ほどなく、ブレアに2号店がオープンし、以後10年で24店舗を南カリフォルニアに展開した。
1966年にはノースカロライナにて法人化し、カール・カーチャー・エンタープライジズ（英語: Carl Karcher Enterprises、CKE）を設立。1968年からカールスジュニアは従来よりも大規模な店舗を展開する。主なメニューは、ハンバーガー、ホットドッグ、フライドポテト、モルトシェイクだった。1975年にはカリフォルニアに展開する店舗数は100を超した。
CKEは1981年に株式を公開し、アメリカ全土へのフランチャイズ展開を行っている。テキサコとブランド提携も行っており、ガソリンスタンドと併設されていることも多い。
1980年代の半ばになって、新規にスタートしたフランチャイズを3つが全て失敗に終わり、カール・カーチャーが株主からインサイダー取引の容疑で訴訟を起こされる。この苦境を顧問弁護士であったアンドルー・パズダーが、メニューの刷新や効果的な広告宣伝によって立て直す。パズダーが打った広告は、ファッションモデルパドマ・ラクシュミによる扇情的、官能的な映像であった。当時、マクドナルドやバーガーキングといった大手チェーン店は子供市場をターゲットとしており、ハンバーガーの嗜好が高い18歳から34歳くらいの男性客への訴求が低かった。そこに目を付け、ハンバーガーを楽しむ男性客という新規マーケットの獲得に官能的な広告がヒットすることになった。
1997年に運営会社であるCKEレストランズがハーディーズを買収し、1999年からハーディーズにも星のマークのロゴを使用している。
2004年時点の店舗数は3400を超している。
現在はCKE Restaurantsが店舗展開している。アメリカ国内ではサブウェイ（33,000以上）、マクドナルド (32,000以上) 、バーガーキング (11,500以上) 、ウェンディーズ (6,700以上)に次ぐ5番目の店舗数を持つ。

## ハーディーズとの関係

ハーディーズ

黄の地域がカールスジュニアの展開地域で、赤の地域がハーディーズの展開地域（オレンジでは両方のブランドが展開）

CKEレストランズがミシシッピ川より西はカールスジュニア、東はハーディーズとして運営しており、お星さまのロゴだけでなく、メニュー等もほぼ同じである。

## 海外展開
アメリカ以外、世界37カ国におよそ700店を展開し、最大市場であるメキシコを始めとして、エクアドル、カナダ、インドネシア、パナマ、タイ、グアテマラ、インド、米国領サモア、バハマ、コロンビア、ホンジュラス、ドミニカ共和国、ブラジル、カナダ、プエルトリコ、マレーシア、デンマーク、コスタリカ、ニュージーランド、オーストラリア、シンガポール、ロシア、ベトナム、トルコ、中華人民共和国、インドネシア、カンボジア、そして日本にも展開されている。

### 日本での展開
ファミリーレストラン事業等を運営する株式会社フレンドリーとの提携により1989年に大阪に進出して最大6店舗を構えていたが、フレンドリー側の都合により数年後に撤退。
2014年12月、石油製品販売大手のミツウロコグループホールディングスが日本国内の運営権を獲得し、2016年3月4日に秋葉原地区（外神田）に1号店、同年10月6日に平塚市のららぽーと湘南平塚内に2号店をオープンさせた。2017年4月28日に、自由が丘に3号店を出店。今後10年間で渋谷などにも出店を計画しているとされている。
2019年現在は、株式会社ミツウロコグループホールディングスの子会社であるカールスジュニアジャパン株式会社が運営を行う。2019年7月13日、7号店となる調布レストランがオープンし、2020年代には麻布十番やお台場にもオープンした。
2024年6月、ハンバーグ店「びっくりドンキー」を展開するアレフ（札幌市）がミツウロコから事業を譲り受けたと発表。取得額は非公開。7月から運営を始める。